# Dicée des Philippines
Dicaeum australe
Espèce
Statut de conservation UICN

 LC  : Préoccupation mineure
Le Dicée des Philippines (Dicaeum australe) est une espèce de passereau placée dans la famille des Dicaeidae.

## Répartition
Il est endémique aux Philippines.

## Habitat
Il habite les forêts humides tropicales et subtropicales en plaine.